# 羅斯坦 (沃倫州)
51°35′51″N 23°41′53″E / 51.59750°N 23.69806°E
羅斯坦（烏克蘭語：Ростань），是烏克蘭的村落，位於該國西部沃倫州，由科韋利區負責管轄，始建於十九世紀，面積1.16平方公里，海拔高度168米，2001年人口410，人口密度每平方公里354.06人。